# Luigi del Liechtenstein (principe 1869)
Luigi del Liechtenstein (nome completo in tedesco Alois Gonzaga Maria Adolf; Hollenegg, 17 giugno 1869 – Vaduz, 16 marzo 1955) è stato un principe austriaco naturalizzato liechtensteinese.

## Biografia

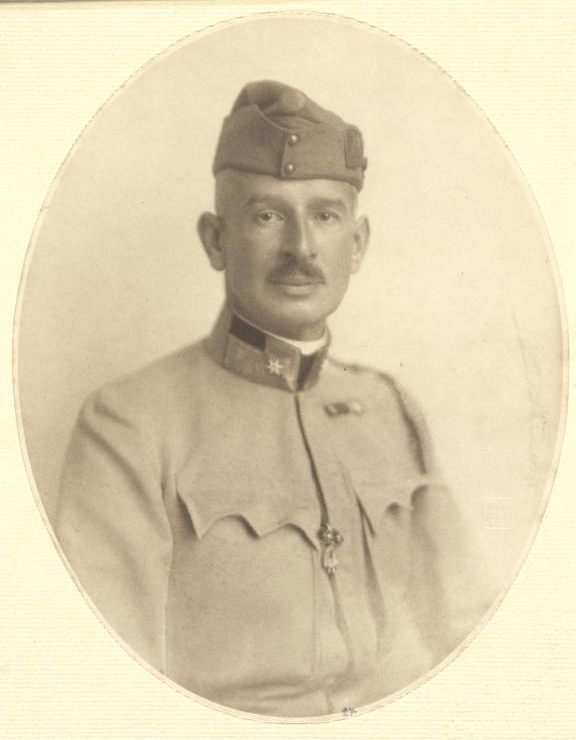

Il principe Luigi nacque nel 1869 presso il castello di Hollenegg, quarto dei dieci figli dei principi Alfredo ed Enrichetta. Ricevette un'educazione profondamente religiosa e si diplomò allo Schottengymnasium di Vienna nel 1886.
Servì come ufficiale nel 12⁰ reggimento degli Ulani e come tenente colonnello durante la Grande Guerra. Nell'anno del suo matrimonio venne descritto come un militare alto e robusto, dall'atteggiamento serio, calmo e cavalleresco.
Nel 1902 fu naturalizzato a Vaduz, rinunciando alla cittadinanza austriaca per sposare l'arciduchessa Elisabetta Amalia d'Asburgo-Lorena, che non poteva maritarsi con un suddito austriaco essendo membro della famiglia imperiale. Le nozze ebbero luogo a Vienna il 20 aprile 1903.
Si trasferì con la famiglia nel castello di Velké Losiny nel 1909, ereditandolo dal principe Rodolfo. Il 26 febbraio 1923 rinunciò al diritto di succedere al trono e al maggiorato della famiglia, in favore del figlio Francesco Giuseppe.
Nel 1944 si trasferì nel castello di Vaduz assieme alla moglie. Compì lunghi viaggi in Italia, nelle Isole Canarie, in Francia, Belgio e Norvegia-Spitsbergen. In età avanzata continuò ad interessarsi all'economia, ma soprattutto all'arte e alla scienza.
Morì inaspettatamente il 16 marzo del 1955 a Vaduz, dopo essersi ripreso da una lieve influenza. Il 21 marzo venne tumulato nella chiesa di San Florino.

## Discendenza

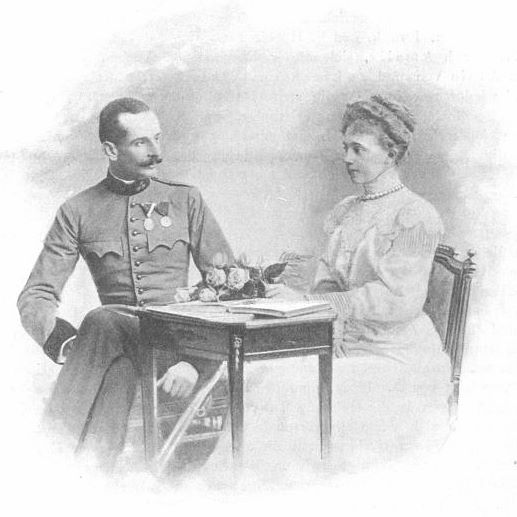
Luigi ed Elisabetta Amalia in una fotografia apparsa sullo Sport & Salon, Vienna, 25 aprile 1903

Luigi del Liechtenstein ed Elisabetta Amalia d'Asburgo-Lorena ebbero sei figli e due figlie:
- Principe Francesco Giuseppe II (1906-1989), con la moglie Giorgina di Wilczek (1921-1989) ebbe cinque figli;[5]
- Principessa Maria Teresa (1908-1973), con il marito Arthur Strachwitz von Gross-Zauche und Camminetz (1905-1996) ebbe tre figli;[6]
- Principe Carlo Alfredo (1910-1985), con la moglie Agnese Cristina d'Austria (1928-2007) ebbe sette figli;[7]
- Principe Giorgio Artmanno (1911-1998), con la moglie Maria Cristina di Württemberg (1924) ebbe sette figli;[8]
- Principe Ulrico Teodemaro (1913-1978);[9]
- Principessa Maria Enrichetta (1914-2011), con il marito Peter von und zu Eltz genannt Faust von Stromberg (1909-1992) ebbe tre figli;[10]
- Principe Luigi Enrico (1917-1967);[11]
- Principe Enrico Hartneid (1920-1993), con la moglie Amalie Ida Podstatzky-Lichtenstein (1935) ebbe tre figli.[12]

## Titoli e trattamento
- 17 giugno 1869 - 16 marzo 1955: Sua Altezza Serenissima, il principe Luigi del Liechtenstein

## Ascendenza
|                                          |                                       |                                                      | Genitori                                                |  |  | Nonni |  |  | Bisnonni                              |  |  | Trisnonni                              |  |
|                                          |                                       |                                                      |                                                         |  |  |       |  |  | Giovanni I Giuseppe del Liechtenstein |  |  | Francesco Giuseppe I del Liechtenstein |  |
|                                          |                                       |                                                      |                                                         |  |  |       |  |  | Giovanni I Giuseppe del Liechtenstein |  |  | Francesco Giuseppe I del Liechtenstein |  |
|                                          |                                       | Leopoldina di Sternberg                              |                                                         |  |  |       |  |  | Giovanni I Giuseppe del Liechtenstein |  |  |                                        |  |
| Francesco di Paola del Liechtenstein     |                                       |                                                      |                                                         |  |  |       |  |  | Giovanni I Giuseppe del Liechtenstein |  |  |                                        |  |
|                                          |                                       | Giuseppa di Fürstenberg-Weitra                       | Joachim Egon zu Fürstenberg-Weitra                      |  |  |       |  |  |                                       |  |  |                                        |  |
|                                          |                                       | Giuseppa di Fürstenberg-Weitra                       | Joachim Egon zu Fürstenberg-Weitra                      |  |  |       |  |  |                                       |  |  |                                        |  |
|                                          |                                       | Giuseppa di Fürstenberg-Weitra                       | Sophia Theresia zu Oettingen-Wallerstein                |  |  |       |  |  |                                       |  |  |                                        |  |
| Alfredo del Liechtenstein                |                                       | Giuseppa di Fürstenberg-Weitra                       |                                                         |  |  |       |  |  |                                       |  |  |                                        |  |
|                                          |                                       | Alfred Wojciech Potocki                              | Jan Potocki                                             |  |  |       |  |  |                                       |  |  |                                        |  |
|                                          |                                       | Alfred Wojciech Potocki                              | Jan Potocki                                             |  |  |       |  |  |                                       |  |  |                                        |  |
|                                          |                                       | Alfred Wojciech Potocki                              | Julia Lubomirska                                        |  |  |       |  |  |                                       |  |  |                                        |  |
| Ewa Potocka                              |                                       | Alfred Wojciech Potocki                              |                                                         |  |  |       |  |  |                                       |  |  |                                        |  |
|                                          |                                       | Józefina Maria Czartoryska                           | Józef Klemens Czartoryski                               |  |  |       |  |  |                                       |  |  |                                        |  |
|                                          |                                       | Józefina Maria Czartoryska                           | Józef Klemens Czartoryski                               |  |  |       |  |  |                                       |  |  |                                        |  |
|                                          |                                       | Józefina Maria Czartoryska                           | Dorota Barbara Jabłonowska                              |  |  |       |  |  |                                       |  |  |                                        |  |
| Luigi del Liechtenstein                  |                                       | Józefina Maria Czartoryska                           |                                                         |  |  |       |  |  |                                       |  |  |                                        |  |
|                                          | Giovanni I Giuseppe del Liechtenstein | Francesco Giuseppe I del Liechtenstein               |                                                         |  |  |       |  |  |                                       |  |  |                                        |  |
|                                          | Giovanni I Giuseppe del Liechtenstein | Francesco Giuseppe I del Liechtenstein               |                                                         |  |  |       |  |  |                                       |  |  |                                        |  |
|                                          | Giovanni I Giuseppe del Liechtenstein | Leopoldina di Sternberg                              |                                                         |  |  |       |  |  |                                       |  |  |                                        |  |
| Luigi II del Liechtenstein               | Giovanni I Giuseppe del Liechtenstein |                                                      |                                                         |  |  |       |  |  |                                       |  |  |                                        |  |
|                                          |                                       | Giuseppa di Fürstenberg-Weitra                       | Joachim Egon zu Fürstenberg-Weitra                      |  |  |       |  |  |                                       |  |  |                                        |  |
|                                          |                                       | Giuseppa di Fürstenberg-Weitra                       | Joachim Egon zu Fürstenberg-Weitra                      |  |  |       |  |  |                                       |  |  |                                        |  |
|                                          |                                       | Giuseppa di Fürstenberg-Weitra                       | Sophia Theresia zu Oettingen-Wallerstein                |  |  |       |  |  |                                       |  |  |                                        |  |
| Enrichetta del Liechtenstein             |                                       | Giuseppa di Fürstenberg-Weitra                       |                                                         |  |  |       |  |  |                                       |  |  |                                        |  |
|                                          |                                       | Franz de Paula Joseph Kinsky von Wchinitz und Tettau | Joseph Kinsky von Wchinitz und Tettau                   |  |  |       |  |  |                                       |  |  |                                        |  |
|                                          |                                       | Franz de Paula Joseph Kinsky von Wchinitz und Tettau | Joseph Kinsky von Wchinitz und Tettau                   |  |  |       |  |  |                                       |  |  |                                        |  |
|                                          |                                       | Franz de Paula Joseph Kinsky von Wchinitz und Tettau | Rosa von Harrach                                        |  |  |       |  |  |                                       |  |  |                                        |  |
| Franziska Kinsky von Wchinitz und Tettau |                                       | Franz de Paula Joseph Kinsky von Wchinitz und Tettau |                                                         |  |  |       |  |  |                                       |  |  |                                        |  |
|                                          |                                       | Therese von Wrbna und Freudenthal                    | Rudolf von Wrbna und Freudenthal                        |  |  |       |  |  |                                       |  |  |                                        |  |
|                                          |                                       | Therese von Wrbna und Freudenthal                    | Rudolf von Wrbna und Freudenthal                        |  |  |       |  |  |                                       |  |  |                                        |  |
|                                          |                                       | Therese von Wrbna und Freudenthal                    | Maria Theresia Antonia von Kaunitz-Rietberg-Questenberg |  |  |       |  |  |                                       |  |  |                                        |  |
|                                          |                                       | Therese von Wrbna und Freudenthal                    |                                                         |  |  |       |  |  |                                       |  |  |                                        |  |